# Верхнехотемльский сельсовет
Верхнехотемльский сельсове́т  — сельское поселение в Фатежском районе Курской области. Расположен на юге района. 
Административный центр — деревня Верхний Хотемль.

## История
Образован в начале 1920-х годов. В 1928 году вошёл в состав новообразованного Фатежского района. 14 июня 1954 года к Верхнехотемльскому сельсовету был присоединён Миролюбовский сельсовет.

## Население
| 2002 | 2010 | 2012 | 2013 | 2014 | 2015 | 2016 |
| ---- | ---- | ---- | ---- | ---- | ---- | ---- |
| 1138 | ↘827 | ↗864 | ↗875 | ↘848 | ↘821 | ↘816 |
| 2017 | 2018 | 2019 | 2020 | 2021 |      |      |
| ↘802 | ↘787 | ↘746 | ↘710 | ↘682 |      |      |

## Состав сельского поселения
| №  | Населённый пункт   | Тип населённого пункта          | Население |
| -- | ------------------ | ------------------------------- | --------- |
| 1  | 1-е Рождественское | село                            | ↘34       |
| 2  | 2-е Рождественское | село                            | ↘26       |
| 3  | Верхний Хотемль    | деревня, административный центр | ↘67       |
| 4  | Весёлый            | хутор                           | ↘7        |
| 5  | Дмитриевка         | деревня                         | ↘12       |
| 6  | Доброхотово        | деревня                         | ↘47       |
| 7  | Косилово           | деревня                         | ↗36       |
| 8  | Крюково            | деревня                         | ↘39       |
| 9  | Ларинские Выселки  | хутор                           | ↘11       |
| 10 | Ленина             | хутор                           | ↘6        |
| 11 | Милаковка          | деревня                         | ↘57       |
| 12 | Миролюбово         | деревня                         | ↘382      |
| 13 | Озерки             | деревня                         | ↘10       |
| 14 | Пещеры             | хутор                           | ↘9        |
| 15 | Умские Дворы       | деревня                         | ↘50       |
| 16 | Федоровка          | деревня                         | ↘13       |
| 17 | Чернышевский       | хутор                           | ↘8        |
| 18 | Яковлевский        | хутор                           | ↘13       |

## Руководители сельсовета
Список неполный:
- Орлов, Н. В.
- Гусарова М.
- Асеев
- Мачехин, В. М.
- Котляров, Н. А.
- Громашев, Виктор Николаевич
- Жукова, Татьяна Васильевна
- Костикова, Любовь Евпатьевна

## Экономика
С 1920-х годов на территории сельсовета начинают появляться колхозы. В разное время в Верхнехотемльском сельсовете действовали следующие коллективные хозяйства: «Коминтерн», имени Димитрова, имени Калинина, имени Мичурина. С начала 1960-х годов на территории сельсовета действовал один колхоз — имени XXII Партсъезда, созданный при объединении артелей имени Ленина и имени Мичурина. Его председателями были: Данилин М. Н., Щетинин М. Г., Жабоедов Пётр Григорьевич, Андрюхин Алексей Иванович.
В 1990-е годы на базе колхоза были созданы АО «Верхнехотемльское» и СХПУ «Миролюбовский».